# Tautoneura manica
Tautoneura manica är en insektsart som beskrevs av Thapa 1989. Tautoneura manica ingår i släktet Tautoneura och familjen dvärgstritar.
Artens utbredningsområde är Nepal. Inga underarter finns listade i Catalogue of Life.